# TI-89
TI-89 та TI-89 Titanium — калькулятори, розроблені компанією Texas Instruments. Підтримують використання системи комп'ютерної алгебри (СКА). Так, вони дозволяють розв'язувати буквені рівняння, тоді як у серіях TI-83/84 відповіддю може бути лише число.

## Опис калькулятора
TI-89 розробила компанія Texas Instruments 1998 року. Пристрій має рідкокристалічний екран із роздільністю 160 × 100 пікселів, флеш-пам'ять. Також доступний програмний засіб TI Advanced Mathematics. TI-89 — одна із серій із досить великим, порівняно з іншими калькуляторами Texas Instruments, функціоналом. Влітку 2004 року TI-89 на ринку замінено на TI-89 Titanium.
Має 16-розрядний мікропроцесор Motorola 68000, який, залежно від модифікації, може працювати на частоті 10 чи 12 МГц. Пристрій має 256 КБ оперативної пам'яті, 188 КБ з яких доступні користувачу. Також у калькулятор вбудовано 2 МБ флеш-пам'яті (700 КБ для користувача). Оперативна пам'ять та флеш-пам'ять використовуються для зберігання виразів, змінних, програм, таблиць, текстових файлів та списків.
TI-89 схожий на калькулятор TI-92 Plus, але відрізняється клавіатурою. Розмір екрану TI-89 менший, ніж у TI-92 Plus. Цю модифікацію калькуляторів створено частково тому, що TI-92 не можна було використовувати на іспитах і тестах: його вважали комп'ютером, а не калькулятором, оскільки він мав QWERTY-клавіатуру.
Функція флеш-пам'яті також присутня на TI-92 Plus, але на TI-92 її не було.

### Функціональність
Калькулятор працює зі системою комп'ютерної алгебри. Він може опрацьовувати і спрощувати алгебричні вирази. Наприклад, якщо ввести x^2-4x+4, калькулятор розпізнає вираз {\textstyle x^{2}-4x+4}. Типово вирази представлені саме в такому вигляді, як вони пишуться від руки (у цьому прикладі на екрані буде {\textstyle x^{2}-4x+4}).
Також калькулятор має такі функції:
- Розкладання на множники, розкладання методом невизначених коефіцієнтів.
- Спрощення (наприклад, знаходження спільного знаменника).
- Значення тригонометричних функцій записуються не лише у вигляді десяткового дробу, а й у вигляді звичайного. Наприклад, sin(60°) = {\displaystyle {\frac {\sqrt {3}}{2}}}, а не тільки 0,86603.
- Розв'язування рівнянь та знаходження певної змінної. Розв'язування рівнянь відносно тієї чи іншої змінної. Також калькулятор може розв'язувати квадратні рівняння. Якщо рівняння має кілька розв'язків, доступний пошук усіх розв'язків. Якщо рівняння має безліч розв'язків, підставляє власні константи.
- Знаходження границь функцій.
- Похідна та первісна. Якщо точна оцінка неможлива, знаходить наближене значення.

Може будувати двовимірні графіки функцій, створювати графіки параметричних подань, графіки в полярній системі координат, поля диференціальних рівнянь. Також можлива побудова тривимірних графіків із двома незалежними змінними.

### Програмування калькулятора
TI-89 програмується мовою TI-BASIC. Складніші програми можна створити за допомогою комп'ютера. Для цього використовується мова асемблера або мова C. Програми можна скопіювати до калькулятора.
Для програмування мовою C використовується TI Flash Studio або стороння програма TIGCC.
Розроблено математичні, наукові та розважальні програми. Є версії ігор Тетріс та Сапер. Також доступна програма, що емулює ZX Spectrum, програма для гри в шахи, симулятор електричних схем і клон гри The Legend of Zelda: Link's Awakening, гра Phoenix. Ігри зазвичай доступні на певних сайтах, наприклад, на Ticalc.org.

### Модифікації калькулятора
Існує 4 модифікації: HW1, HW2, HW3 та HW4 (випущено в травні 2006 року). Комбінація клавіш [F1] [A] дозволяє перевірити версію. При цьому старі версії не виводять жодної інформації. Texas Instruments недостатньо добре документує відмінності в апаратному забезпеченні, однак відомо, що HW1 та HW2 — це TI-89; HW3 та HW4 — це TI-89 Titanium.
HW1 та HW2 відрізняються зображенням на дисплеї. У калькуляторах HW1 реалізовано прямий доступ до пам'яті. У калькуляторах HW2 і пізніших версіях область пам'яті зв'язується з контролером дисплея (введення-виведення з відображенням у пам'яті). Ця зміна призвела до прискорення доступу до пам'яті, однак спричинила проблеми з відтінками сірого. У версії HW1 можна налаштувати калькулятор так, щоб на екрані нового кадру використовувався новий розділ пам'яті. У HW2 новий кадр має створити програмне забезпечення. Через це посилилося мерехтіння в режимі відтінків сірого: 7-рівнева шкала HW2 непридатна для використання, хоча 4-рівнева працює на обох калькуляторах.
Калькулятори модифікації HW2 трохи швидші, оскільки частота зросла з 10 МГц до 12 МГц. Згідно з технічними характеристиками, TI збільшив частоту HW4 до 16 МГц, але не всі користувачі в це вірять.
Ще одна різниця між калькуляторами HW1 та HW2 — найбільший розмір програми. У HW2 цей показник змінювався, залежно від версії AMS. Починаючи від AMS 2.09, обмеження становить 24 КБ. У деяких раніших версіях AMS обмеження дорівнювало 8 КБ, а ще раніше обмеження не було зовсім. Остання версія AMS має обмеження 64 Кб. Існує неофіційне програмне забезпечення, що дозволяє оминати ці обмеження.

## TI-89 Titanium

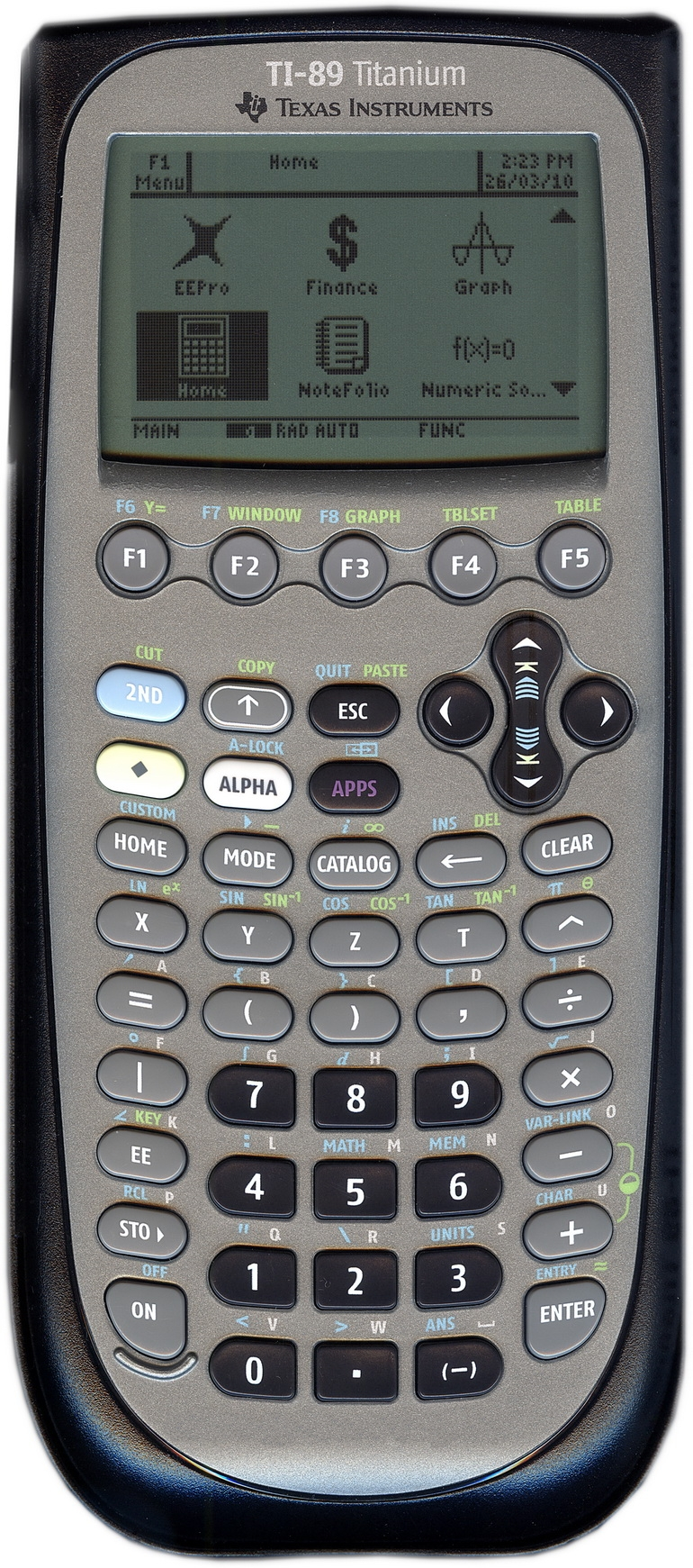
TI-89 Titanium із системою комп’ютерної алгебри (СКА)

TI-89 Titanium — калькулятор, випущений влітку 2004 року, який замінив TI-89. TI-89 Titanium відомий як HW3, має AMS версій 3.x. 2006 року з'явився HW4, частота якого становила 16 МГц. Однак, згідно з деякими тестами, насправді частота дорівнювала 12,85-14,1 МГц.
TI-89 Titanium має вдвічі більше флеш-пам'яті, ніж TI-89. Він схожий на калькулятор Voyage 200. TI-89 Titanium оснащений портом USB On-The-Go для підключення до інших калькуляторів TI-89 Titanium або комп'ютера (для обміну програмами або оновлення операційної системи). У TI-89 Titanium також вбудовано програми, наприклад, «CellSheet» — програма для роботи з електронними таблицями. У Titanium оновлено СКА та додано нові математичні дії. Також Titanium відрізняється від TI-89 дизайном корпуса.
Є деякі проблеми, пов'язані зі сумісністю програм між TI-89 Titanium та TI-89. Деякі з них слід перекомпілювати або обробити утилітою GhostBuster, призначеною для усунення проблем сумісності. У деяких випадках достатньо вручну або за допомогою патчера змінити лише один символ (база ПЗП на TI-89 має значення 0x200000, тоді як на TI-89 Titanium — 0x800000). Багато проблем калькулятора пов'язані з неправильною роботою пам'яті.

## Використання в школах

### Велика Британія
Згідно з правилами проведення іспитів, прийнятими в Англії, Уельсі та Північній Ірландії, калькулятор не може використовуватися для алгебричних операцій та розв'язування диференціальних рівнянь, також він не повинен працювати з інтегралами. Це означає, що використання цього калькулятора на іспитах заборонено. Ті ж правила діють і в Шотландії.

### Сполучені Штати Америки
У США Рада коледжів дозволила TI-89 для всіх тестів, де дозволено використання калькуляторів, зокрема, для SAT, деяких предметних тестів SAT, а також іспитів з математики (AP Calculus), фізики (AP Physics), хімії (AP Chemistry) та статистики (AP Statistics). Калькулятор заборонено використовувати на ACT, PLAN та деяких інших іспитах. Серія TI-92 оснащена QWERTY-клавіатурою, тому її визнано комп'ютерним пристроєм, а не калькулятором.